# Tankwa River
Der Tankwa River (Tanqua River, afrikaans Tankwarivier) ist ein rechter Nebenfluss des Doring River in Südafrika in den Provinzen Northern Cape und Western Cape.
Der Flussname soll von den Worten Sanqua oder Sankwa abgeleitet sein und bezieht sich auf die San als die indigenen Bewohner dieser Gegend.

## Verlauf
Er entspringt in den nördlichen Flanken der Kammregion der Klein-Roggeveldberge in einer weitgehend unbewohnten Gegend der Distriktgemeinde Namakwa westlich des Gebirgsübergangs der Regionalstraße R354. Die Abflussrichtung verläuft allgemein nach Nordwesten und der Tankwa River durchquert dabei die Landschaft der Tankwa-Karoo. Seine Wasserführung ist periodisch bis episodisch und das Einzugsgebiet erhält im Jahreslauf nur eine geringe Niederschlagsmenge (unter 100 mm), die in den Wintermonaten fällt.
Mit seinem Mittellauf durchquert der Fluss den südlichen Abschnitt vom Tankwa-Karoo-Nationalpark, wo sich auch der Oudebaaskraal Dam befindet, ein Reservoir für die Bewässerungsfeldwirtschaft im unteren Talabschnitt.
Die Mündung des Tankwa River in den Doring River auf dem Gebiet der Farm Elandsvlei befindet sich in der Landschaft Hooi Vlakte, wo auch in geringer Entfernung talabwärts der aus den Zederbergen kommende Tra-Tra River (Tra-trarivier) zufließt.
Der Tankwa River schuf ein Ausräumungsbecken, dessen Territorium größtenteils mit der Landschaft Tankwa-Karoo (Westkaroo) identisch ist. Diese Region ist sehr dünn besiedelt und ermöglicht nur an wenigen Stellen Landwirtschaft. Der südliche Teil dieses Beckens wird als Kom bezeichnet. Diese Region ist halbkreisförmig von Gebirgsketten umgeben und begrenzt damit das Einzugsgebiet. Das sind die Klein-Roggeveldberge (Süden), Koedoesberge (Osten) und Komsberg (Norden), letztere Bergregion als kurzer Abschnitt der Großen Randstufe (hier Roggeveld Escarpment).

## Wirtschaft und Kultur
Die Landschaft bietet für Viehzucht kaum natürliche Grundlagen, weil überwiegend eine sukkulente Vegetation vorherrscht. Die Sedimentationszyklen haben im Unterlauf eine weite Ebene aus Sandablagerungen geschaffen, wo sich in Jahren mit höheren Niederschlagswerten eine Graslandschaft herausbildet. Das ermöglichte schon in der Vergangenheit eine Heuernte, wodurch die Gegend von den Bauern als Hooi-Vlakte bezeichnet wurde.
Westlich von Tankwa Town, einer kleinen militärisch genutzten Siedlung, findet auf der Farm Stonehenge Private Reserve seit 2007 im April für sieben Tage das AfrikaBurn Festival statt, das dem amerikanischen Burning Man ähnlich ist.

## Nebenflüsse
Die Aufzählung der Nebenflüsse folgt der Ablaufrichtung des Tankwa River.
- links: Kleinpoortsrivier, Windheuwelsrivier, Witfontein se Laagte, Houthoek, Diepkloof, Ongeluks
- rechts: Brakrivier, Bobbejaankransrivier, Diwarsrivier, Bobbejaanberghoek, Hartbeeshoek, Pruimboshoek, Tierhoek, Fonteinsgatkloof, Kleinfontein se Laagte, Grootfontein se Laagte, Treklaagte, Walfonteinkloof, Karree, Rhenoster

## Stauanlagen
- Vier Stauseen am Oberlauf unweit der Einmündung des Kleinpoortsrivier.[6]
- Oudebaaskraal Dam, auf dem Gebiet der Farm Oudebaas Kraal in der Provinz Western Cape: ein Erddamm, 21 m hoch, 1200 m lang, 34 Mio. Kubikmeter Staukapazität, 1969 fertiggestellt.[7]